# Staatliche Zentralstelle für Fernunterricht
Die Staatliche Zentralstelle für Fernunterricht (ZFU) in Köln ist die zuständige Behörde für die Prüfung und Zulassung aller in Deutschland zulassungspflichtigen Fernlehrgänge nach dem Fernunterrichtsschutzgesetz.
Weitere Aufgaben der ZFU sind die Beobachtung und Förderung des Fernunterrichtswesens, die Beratung der Länder in Fragen des Fernunterrichts und die Erteilung von Auskünften über Fernunterricht. Die ZFU informiert Interessierte über das Fernunterrichtswesen und führt ein aktuelles Verzeichnis der zugelassenen Fernlehrgänge.
Die ZFU ist eine Einrichtung des Landes Nordrhein-Westfalen und wurde durch den Staatsvertrag über das Fernunterrichtswesen vom 16. Februar 1978 errichtet.

## DefinitionFernunterricht
Die Bezeichnung Fernunterricht wird durch das Fernunterrichtsschutzgesetz (FernUSG) definiert. Das Gesetz regelt umfassend die Rechte und Pflichten der Veranstalter und Teilnehmenden und dient sowohl dem Verbraucherschutz als auch der Qualitätssicherung der Lehrangebote.
Das FernUSG legt fest, dass es auf folgende Sachverhalte Anwendung findet:
- auf einen privatrechtlichen Fernunterrichtsvertrag,
- gegen Entgelt,
- bei überwiegender räumlicher Distanz (> 50 % Selbstlernen; das Merkmal räumliche Trennung bezieht sich auf den Kontakt der Lernenden mit Veranstaltern. Phasen synchroner Kommunikation (z. B. Online-Seminare) werden nicht als räumlich getrenntes Lernen eingestuft.)
- und einer Lernerfolgskontrolle.

Die Lernerfolgskontrolle ist das Abgrenzungsmerkmal zu reinen Selbstlernangeboten. Dabei ist Lernerfolgskontrolle weit gefasst. Sie umfasst beispielsweise auch Lernbetreuung und Präsenzphasen. Reine Multiple-Choice-Tests, die nicht individuell, sondern automatisiert ausgewertet werden, erfüllen diese Voraussetzung nicht.
Darüber hinaus definiert das Gesetz in der Vertragsgestaltung umfassende Verbraucherschutzrechte, z. B. ein 14-tägiges Widerrufsrecht und ein ordentliches Kündigungsrecht.
Ein zentraler Aspekt des Gesetzes ist, dass jeder Fernlehrgang, der unter den Anwendungsbereich des Gesetzes fällt, einer Zulassung durch die zuständige „Staatliche Zentralstelle für Fernunterricht (ZFU)“ in Köln bedarf. Der Abschluss eines Fernunterrichtsvertrages ohne die erforderliche Zulassung ist folglich verboten und macht den Vertrag nichtig.
Nur geprüfte und von der ZFU zugelassene Fernlehr- und Fernstudiengänge werden in Form einer einheitlichen Kurzbeschreibung auf ZFU-Internetseite veröffentlicht.

## Fernunterricht / Fernstudium
Als Fernunterricht wird eine Bildungsmaßnahme verstanden, in der sich Lernende und Lehrende an unterschiedlichen Orten befinden. Als Ausgleich für den fehlenden oder reduzierten unmittelbaren Kontakt werden Lerninhalte didaktisch für das selbstorganisierte Lernen aufbereitet und Möglichkeiten zur Kommunikation eingerichtet. Durch die Verwendung digitaler Medien überschneidet sich der Begriff Fernunterricht mit den Begriffen E-Learning, Blended Learning und Hybrides Lernen.
Fernunterricht ermöglicht den Lernenden eine weitgehende zeitliche und räumliche Flexibilität. Durch die Einbeziehung von Präsenzphasen, Online-Seminaren und multimedialen Medien kann eine Vielzahl von Qualifikationen im Fernunterricht erworben werden.
Die zu vermittelnden Inhalte werden abhängig vom Lehrgangsziel mit entsprechenden didaktischen Modellen vermittelt. Dazu gehören auch die Möglichkeiten der Selbst- und Fremdkontrolle durch Korrektoren in den Fernlehrinstituten, die Einsendeaufgaben korrigieren und mit Hinweisen für den weiteren Lernprozess versehen.
Durch eine Vielzahl an Medien kann das Selbstlernen gestaltet werden, wie z. B. durch gedruckte/digitale Lehrbriefe, Fallaufgaben, WBT’s, zu bearbeitenden Inhalte auf einer Lernplattform usw.
Die Lernenden können bestimmen, wann, wo und wie schnell sie lernen wollen, sind aber im Lernprozess nie auf sich allein gestellt (asynchrones Lernen). Sie haben unabhängig von den Einsendeaufgaben die Möglichkeit, sich bei Tutoren Rat und Unterstützung bei auftretenden Schwierigkeiten zu holen.
Abhängig vom Lehrgangsziel können zum Fernlehrgang mehr oder weniger umfangreiche Präsenzphasen angeboten werden. Präsenzphasen (synchrones Lernen) können vor Ort oder in Form von Online-Seminaren stattfinden. Die Frage, ob und in welchem Umfang Präsenzphasen (fakultativ oder obligatorisch) angeboten werden, richtet sich nach den zu vermittelnden Kompetenzen. Für bestimmte Lernziele (Kommunikation, Rhetorik, Präsentation usw.), stößt reines Selbstlernen an Grenzen z. B. wenn Verhaltensänderungen vermittelt werden sollen.

## Belege
1. ↑  § 1 Geschäftsordnung der Staatlichen Zentralstelle für Fernunterricht (ZFU) RdErl. d. Ministerium für Schule und Weiterbildung v. 28.04.2017 (ABl. NRW. 06/17) zfu.de. Aufgerufen am 18. Juli 2022
2. ↑  Fernlehrgang oder Institut suchen. Aufgerufen am 2025-05-28.